# دار الفار
دار الفار هو مسلسل تم إنتاجه في الولايات المتحدة. بدأ عرضه في سنة 2001. بلغ عدد مواسم المسلسل 3 مواسم، كما بلغ عدد حلقاته 52 حلقة، وتبلغ مدة الحلقة الواحدة 20 دقيقة. تم بث المسلسل لأول مرة بتاريخ 13 يناير 2001 بينما تم بث آخر حلقة منه بتاريخ 24 ديسمبر 2003.

## وصلات خارجية
- دار الفار على موقع IMDb (الإنجليزية)
- دار الفار على موقع روتن توميتوز (الإنجليزية)
- دار الفار على موقع فيلمافينيتي (الإسبانية)
- دار الفار على موقع كينوبويسك (الروسية)
- دار الفار على موقع ألو سيني (الفرنسية)
- دار الفار على موقع قاعدة بيانات الفيلم (الإنجليزية)